# Соперник (фильм)
«Соперник» (фр. L'adversaire) — фильм 2002 года, снятый Николь Гарсиа по мотивам одноимённого романа Эмманюэля Каррера. В основу сюжета фильма положена история жизни одного из самых странных, жестоких и несчастных убийц Жан-Клода Романа, в фильме носящего имя Жан-Марк Фор. Его роль сыграл Даниэль Отёй. В 1993 году история этого человека потрясла всю Францию своей невероятной жестокостью и трагизмом… Для родных и друзей мсье Фор — уважаемый врач и интеллектуал, обожающий семью и работу, и никто не догадывается, что на самом деле этот человек живёт в страхе перед разоблачением.
Премьера фильма состоялась 25 мая 2002 года на Каннском кинофестивале. В 2003 году фильм получил 3 номинации на соискание французской национальной кинопремии «Сезар» в категориях: лучший актёр (Даниэль Отёй), лучший актёр второго плана (Франсуа Клюзе) и лучшая актриса второго плана (Эмманюэль Дево).

## Создатели фильма

### Съёмочная группа
- Режиссёр: Николь Гарсиа
- Сценарий: Эмманюэль Каррер, Фредерик Бельер-Гарсиа, Жак Фьески, Николь Гарсиа
- Продюсеры: Ален Сард, Кристин Гозлан, Андрес Мартин, Рут Вальдбюргер
- Оператор: Жан-Марк Фабр
- Композитор: Анджело Бадаламенти

### В ролях
- Даниэль Отёй — Жан-Марк Фор
- Жеральдин Пелас — Кристин Фор
- Франсуа Клюзе — Люк
- Эмманюэль Дево — Марианна
- Алис Фове — Алиса
- Мартин Жобер — Венсан
- Мишель Кассань — отец Жан-Марка
- Жозефин Дерен — мать Жан-Марка
- Анн Люаре — Сесиль
- Бернар Фрессон — отец Кристин
- Франсуа Берлеан — Реми